# James H. Hughes
James H. Hughes (Felton, 1867. január 14. – Lewes, 1953. augusztus 29.) az Amerikai Egyesült Államok szenátora (Delaware, 1937–1943).